# Св. св. Константин и Елена (Разловци)
„Св. св. Константин и Елена“ (на македонска литературна норма: „Св. св. Константин и Елена“) е възрожденска православна църква в пиянечкото село Разловци, източната част на Северна Македония. Част е от Царевоселско-Каменишката епархия на Македонската православна църква – Охридска архиепископия.
Църквата е построена в 1850 година. Започва да се строи по инициатива на поп Стоян Разловски заедно с първенците Цоне Спасев, Стоил Георгов и Стоил Ковач. Техните образи са изписани на западната страна на църквата, наречени „Ктитори со се доми“. Църквата я градило цялото село. Властите спрели строежа, тъй като на това място нямало стара църква и затова селяните донесли стария каменен кръст от църквата „Свети Никола“ в Горно поле и го закопали на мястото, където се градяла новата църква. За портата на църквата били изработени два големи ключа от Стоил Ковач и с едния от тях се отваря църквата.
Църквата е еднокорабна сграда, дело на строителя Велян от Струмица. Изписана е в 1859 година, което е видно от надписа на иконата на Света Богородица. Фреските са дело на сина на Георги Велянов Васил Зограф. Иконите са от XIX век, дело на Григорий Пецанов, Васил Зограф и неизвестни автори. Когато поп Стоян започва със своята революционна дейност, фреската с лика му е замазана с пепел и вар и е открита в 1976 година. Камбанарията е изградена в 1938 година, когато свещеник е поп Манасия от Разловци. Малката камбана е лята в Неврокоп в 1909 година, а голямата в Разловци. Св. св. Константин и Елена, 3 юни, е съборен ден за Разловци.
Срещу Благовец на 1914 година четата на Йован Бабунски измъчва и хвърля живи във варницата в двора на църквата всички свещеници и клисари от околните села, за които се подозирало, че са пробългарски настроени.
- Изображение на поп Стоян Разловски като ктитор
- Изображение на Стоил Ковач в храма
- Камбанарията
- Входната врата